# Ryan Lowe
Ryan Thomas Lowe (sinh ngày 18 tháng 9 năm 1978) là một cựu cầu thủ bóng đá người Anh thi đấu ở vị trí tiền đạo. Hiện tại, anh là huấn luyện viên trưởng của câu lạc bộ Preston North End tại EFL Championship. Anh bắt đầu sự nghiệp tại câu lạc bộ Burscough vào năm 1999, và Lowe trở thành cầu thủ của Shrewsbury Town năm kế tiếp. Anh đã chơi cho tổng cộng 8 câu lạc bộ trong giải đấu và có 3 lần khoác áo Bury. Trong nửa sau của mùa giải 2010–11, Lowe đã lập kỷ lục câu lạc bộ Bury khi ghi 9 bàn thắng trong chín trận liên tiếp của giải đấu.
Lowe kết thúc sự nghiệp thi đấu của mình tại Bury, đội đã ký hợp đồng với anh một lần nữa vào tháng 1 năm 2017, lần này với tư cách cầu thủ kiêm huấn luyện viên. Anh trở thành huấn luyện viên tạm quyền hai lần vào mùa giải 2017–18 sau khi Lee Clark và Chris Lucketti bị sa thải. Lowe giải nghệ vào tháng 3 năm 2018 trong lần thứ 2 được bổ nhiệm làm huấn luyện viên tạm quyền. Vào tháng 5 năm 2018, mặc dù họ đã xuống hạng ở League Two, Bury vẫn đề nghị Lowe làm huấn luyện viên toàn thời gian theo bản hợp đồng hai năm đến cuối mùa giải 2019–20. Sau khi giúp câu lạc bộ trở lại League One, anh rời Bury vào ngày 5 tháng 6 năm 2019 để tiếp quản đội bóng mới xuống hạng, Plymouth Argyle, giúp họ trở lại League One ngay lập tức.

## Đầu đời
Sinh ra tại Liverpool, Merseyside, Lowe chơi cho đội trẻ của Liverpool từ năm 12 đến 13 tuổi, trước khi gặp chấn thương ở mắt cá chân. Anh trở lại đội bóng ở tuổi 15 trước khi rời câu lạc bộ một lần nữa. Khi còn ở Liverpool, anh đã kết bạn với Steven Gerrard.
Sau khi rời Liverpool, Lowe đã chơi cho đội trẻ của Southport và các đội Liverpool không thuộc liên đoàn Sandon Dock và Waterloo Dock trước khi gia nhập Burscough. Anh chuyển đến Shrewsbury Town trong mùa giải 2000–01.

## Sự nghiệp thi đấu

### Shrewsbury Town and Chester City
Sau gần 5 năm gắn bó với Shrews (bao gồm một mùa giải ở Football Conference), Lowe chuyển tới Chester City vào ngày 22 tháng 3 năm 2005. Anh đã trải qua một năm ở Chester, trong đó có việc lập một cú đúp trong chiến thắng 3–0 gây sốc trước Nottingham Forest tại Cúp FA vào ngày 3 tháng 12 năm 2005 trước khi rời câu lạc bộ theo sự đồng ý của cả hai ngay sau sự trở lại của huấn luyện viên Mark Wright.

### Crewe Alexandra
Lowe gia nhập Crewe Alexandra trong mùa giải 2006–07. Anh đã có màn ra mắt thành công cho Railwaymen, ghi bàn mở tỷ số; kiến tạo cho David Vaughan ghi bàn và giành danh hiệu cầu thủ xuất sắc nhất trận trong trận hòa 2–2 của Crewe với Northampton Town vào ngày 5 tháng 8 năm 2006. Lowe tiếp tục phong độ trong vài trận đầu tiên của mùa giải, ghi thêm hai bàn thắng vào cuối tháng 8. Tuy nhiên, sự xuất hiện của Rodney Jack đã khiến anh mất vị trí xuất phát trong phần lớn tháng 9. Anh trở lại đội hình xuất phát vào ngày 30 tháng 9 năm 2006 trong trận đấu với Carlisle United. Lowe lập cú hat-trick duy nhất cho Crewe khi họ giành chiến thắng 5–1 tại Sân vận động Alexandra.
Sau thời gian ra vào đội bóng ở Crewe, Lowe gia nhập Stockport County theo dạng cho mượn vào ngày 27 tháng 3 năm 2008. Việc chuyển nhượng của anh không được thực hiện vĩnh viễn và anh không được đưa vào đội hình giành quyền thăng hạng trong trận chung kết play-off với Rochdale trên Sân vận động Wembley.

### Quay trở lại Chester City
Vào ngày 2 tháng 7 năm 2008, Lowe trở lại Chester theo hợp đồng hai năm, trở thành bản hợp đồng mùa hè thứ năm của câu lạc bộ sau Anthony Barry, Jay Harris, David Mannix và Paul Taylor. Lowe ghi hai bàn trong đó có một quả phạt đền, trong trận đấu sân nhà đầu tiên của anh cho Chester trước Leeds United, trận thua 5–2 ở League Cup vào ngày 12 tháng 8 năm 2008 và lặp lại kỳ tích trong trận thắng 5–1 trước Barnet vào cuối tháng.
Lowe tiếp tục kết thúc một cách thoải mái với tư cách là cầu thủ ghi bàn hàng đầu của Chester với 18 bàn thắng (16 bàn ở giải đấu), trong một mùa giải kết thúc với việc đội bóng này phải xuống hạng. Anh đã nhận được giải thưởng cầu thủ xuất sắc nhất mùa giải của câu lạc bộ trước trận đấu cuối cùng với Darlington. Tuần sau đó, có thông báo rằng Lowe đã rời Chester theo thỏa thuận chung, với một số câu lạc bộ ở Football League quan tâm đến việc ký hợp đồng với anh.

### Bury
Vào ngày 10 tháng 6 năm 2009, Bury xác nhận việc ký hợp đồng với Lowe theo dạng chuyển nhượng tự do Lowe ghi bàn thắng đầu tiên cho Bury vào ngày 18 tháng 8 năm 2009 trên sân khách của Hereford United, chiến thắng 3–1. Ngoài ra, Lowe đã ghi bàn trong chiến thắng 1–0 của Bury trước đối thủ Rochdale, trong trận đấu tại Gigg Lane. Anh ghi bàn thắng thứ 100 tại giải đấu vào ngày 9 tháng 10 năm 2010, lập cú đúp vào lưới Accrington Stanley.
Vào đầu mùa giải 2010–11, anh được Alan Knill bổ nhiệm làm đội phó. Vào ngày 1 tháng 3 năm 2011, Lowe đã phá kỷ lục câu lạc bộ khi ghi bàn trong 8 trận liên tiếp trong chiến thắng 3–0 trước Shrewsbury Town tại Greenhous Meadow. Sau bàn thắng trong chiến thắng 3–0 sau đó trước Hereford vào ngày 5 tháng 3, anh đã kéo dài kỷ lục lên chín trận. Vào ngày 25 tháng 4, anh ghi bàn thứ ba cho Bury trong chiến thắng 3–2 trước đội đầu bảng Chesterfield ở phút 87, đưa đội bóng của anh giành vé thăng hạng.

### Sheffield Wednesday
Vào ngày 31 tháng 8 năm 2011, Lowe gia nhập Sheffield Wednesday với mức phí sáu con số không được tiết lộ.

### Milton Keynes Dons và Tranmere Rovers
Vào ngày 1 tháng 8 năm 2012, Lowe ký hợp đồng với Milton Keynes Dons với một khoản phí không được tiết lộ và được ký hợp đồng hai năm sau khi có ít cơ hội ở Hillsborough. Vào ngày 21 tháng 6 năm 2013, Lowe đồng ý hủy hợp đồng với Milton Keynes Dons và đồng ý gia nhập Tranmere Rovers theo dạng chuyển nhượng tự do với hợp đồng có thời hạn hai năm.

### Tái ký hợp đồng với Bury
Vào ngày 19 tháng 5 năm 2014, Bury thông báo rằng họ đã tái ký hợp đồng với Lowe theo bản hợp đồng hai năm.

### Quay trở lại Crewe Alexandra

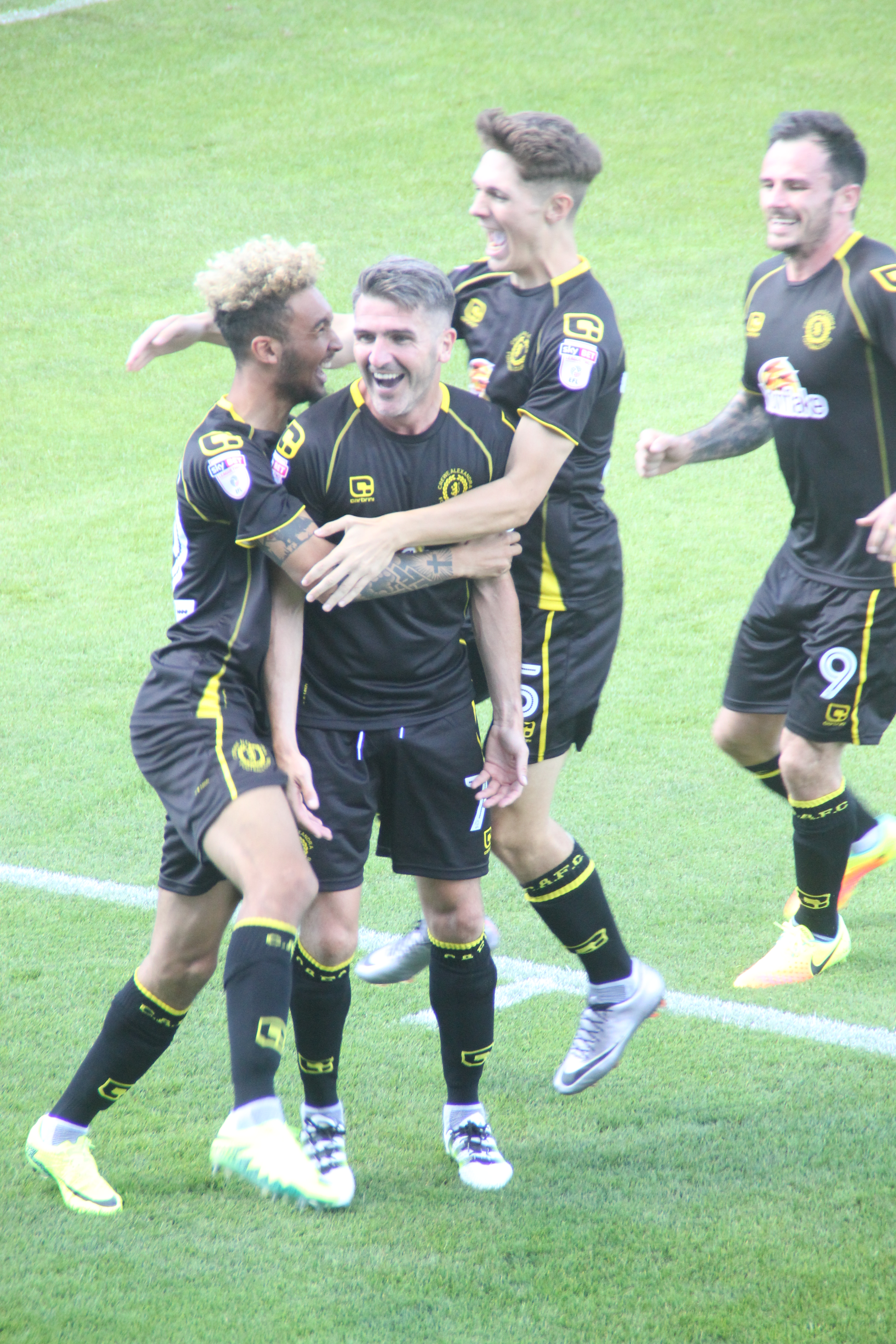
Ryan Lowe ăn mừng cùng các đồng đội sau khi ghi bàn mở tỷ số cho Crewe Alexandra trong chiến thắng 2-1 trước Stevenage (6 tháng 8 năm 2016).

Vào ngày 23 tháng 11 năm 2015, Lowe gia nhập câu lạc bộ cũ Crewe Alexandra theo dạng cho mượn đến ngày 5 tháng 1 năm 2016, 
và trong lần ra sân đầu tiên, anh đã ghi bàn thắng quyết định ở phút bù giờ trong trận gặp Colchester United. Anh ký bản hợp đồng mới với Crewe vào tháng 5 năm 2016, và vào ngày 6 tháng 8, anh ghi bàn thứ ba trong trận ra mắt Crewe với bàn thắng mở tỷ số trong chiến thắng 2-1 trước Stevenage. Ba ngày sau, Lowe ghi cả hai bàn thắng cho Crewe trong trận thắng 2-1 tại League Cup trước Sheffield United.

### Cầu thủ kiêm huấn luyện viên tại Bury
Vào tháng 1 năm 2017, Lowe trở lại Bury trong vai trò cầu thủ kiêm huấn luyện viên. Sau khi Lee Clark bị sa thải vào tháng 10 năm 2017, Lowe được bổ nhiệm làm huấn luyện viên tạm quyền, phụ trách trận đấu ở vòng một FA Cup của Bury với Woking. Anh vẫn phụ trách sáu trận đấu (hai thắng, hai hòa, hai thua) cho đến ngày 22 tháng 11 khi Chris Lucketti được bổ nhiệm làm người kế nhiệm Clark, và Lowe lại trở thành cầu thủ kiêm huấn luyện viên. Vào tháng 1 năm 2018, sau khi Lucketti bị sa thải, Lowe lại được bổ nhiệm làm huấn luyện viên tạm quyền, lần này cho đến cuối mùa giải, với Ryan Kidd là trợ lý. Anh quyết định kết thúc sự nghiệp thi đấu để tập trung vào công việc huấn luyện. Trận đấu cuối cùng của anh trong sự nghiệp cầu thủ của mình là trận gặp Bristol Rovers vào ngày 30 tháng 3 năm 2018 tại League One.

## Sự nghiệp huấn luyện viên

### Bury
Vào tháng 5 năm 2018, Lowe được bổ nhiệm làm huấn luyện viên toàn thời gian của Bury theo hợp đồng hai năm. Bury vừa xuống hạng và để "sắp xếp lại mớ hỗn độn của mùa giải trước" và chuẩn bị cho mùa giải 2018–19 tại EFL League Two, Lowe đã rất bận rộn trên thị trường chuyển nhượng với 11 cầu thủ rời đi và 11 cầu thủ khác được chuyển đến, tất cả đều theo dạng chuyển nhượng tự do. Ông nói rằng những cầu thủ không phát huy hết tiềm năng của mình phải ra đi và được thay thế bằng những cầu thủ có niềm đam mê nào đó "có thể bị mất ghế ở Gigg Lane".
Sau khởi đầu không ổn định ở mùa giải mà đội bóng mới tìm được chỗ đứng, Bury đã đạt vị trí thứ 4 trên bảng xếp hạng khi họ gặp đối thủ thăng hạng Mansfield Town vào dịp lễ Boxing Day. Họ thua trận đó và tụt xuống vị trí thứ sáu nhưng sau đó bắt đầu chuỗi trận bất bại giúp họ vững chắc trong top 3. Ngoài ra, Lowe đã dẫn dắt họ đến vòng bán kết của EFL Trophy, màn trình diễn xuất sắc nhất từ trước đến nay của Bury tại giải đấu này, trước khi họ bị đánh bại bởi Portsmouth. Để ghi nhận thành công của anh trong việc xoay chuyển tình thế đội bóng, Lowe đã ba lần được trao giải thưởng Huấn luyện viên xuất sắc nhất tháng – vào tháng 11 năm 2018, tháng 1 năm 2019 và tháng 2 năm 2019.

### Plymouth Argyle
Vào ngày 5 tháng 6 năm 2019, Lowe được công bố là huấn luyện viên của Plymouth Argyle, giúp họ cán đích ở vị trí thứ ba và ngay lập tức trở lại League One trong một mùa giải bị gián đoạn bởi COVID-19.
Sau khi dẫn dắt đội bóng của mình giành được bốn chiến thắng và hai trận hòa từ sáu trận đấu trong chuỗi 17 trận bất bại tại giải đấu, trong một tháng chứng kiến Plymouth đứng đầu bảng League One, Lowe đã được vinh danh là Huấn luyện viên xuất sắc nhất tháng 10 năm 2021. Vào ngày 7 tháng 12 năm 2021, Lowe từ chức huấn luyện viên Plymouth, với câu lạc bộ hiện đứng thứ tư tại League One ở thời điểm đó.

### Preston North End
Ngay sau khi rời Plymouth vào ngày 7 tháng 12 năm 2021, Lowe được bổ nhiệm làm huấn luyện viên của Preston North End tại EFL Championship.

## Phong cách huấn luyện
Phong cách huấn luyện của Lowe bị ảnh hưởng bởi Jürgen Klopp, Pep Guardiola, Rafa Benítez và người bạn lâu năm, Steven Gerrard, cùng những người khác. Anh thiên về tấn công và Bury ở mùa giải 2018–19 là một trong những đội ghi bàn nhiều nhất; phong cách của họ được mô tả là "gung-ho", sớm mang lại thành công khi câu lạc bộ đứng thứ hai trong League Two và quay trở lại League One. Lowe giải thích trong một cuộc phỏng vấn với The Guardian rằng anh muốn thấm nhuần một "triết lý chiến thắng" và rằng bằng cách vượt qua đối thủ, Bury sẽ có cơ hội đạt được mục tiêu đó cao hơn. Sơ đồ thi đấu trên sân thực sự là đội hình 3-1-4-2.

## Thống kê sự nghiệp
| Câu lạc bộ              | Mùa giải            | Giải đấu            | Giải đấu | Giải đấu | Cúp FA | Cúp FA | League Cup | League Cup | Khác | Khác | Tổng cộng | Tổng cộng |
| Câu lạc bộ              | Mùa giải            | Hạng                | Trận     | Bàn      | Trận   | Bàn    | Trận       | Bàn        | Trận | Bàn  | Trận      | Bàn       |
| ----------------------- | ------------------- | ------------------- | -------- | -------- | ------ | ------ | ---------- | ---------- | ---- | ---- | --------- | --------- |
| Shrewsbury Town         | 2000–01             | Third Division      | 30       | 4        | 0      | 0      | 2          | 0          | 1    | 0    | 33        | 4         |
| Shrewsbury Town         | 2001–02             | Third Division      | 38       | 7        | 0      | 0      | 0          | 0          | 1    | 0    | 39        | 7         |
| Shrewsbury Town         | 2002–03             | Third Division      | 41       | 11       | 4      | 0      | 1          | 0          | 3    | 2    | 49        | 13        |
| Shrewsbury Town         | 2003–04             | Football Conference | 36       | 9        | 1      | 0      | 0          | 0          | 3    | 1    | 39        | 10        |
| Shrewsbury Town         | 2004–05             | League Two          | 38       | 9        | 1      | 0      | 1          | 0          | 2    | 0    | 42        | 7         |
| Shrewsbury Town         | Tổng cộng           | Tổng cộng           | 173      | 32       | 6      | 0      | 4          | 0          | 11   | 5    | 194       | 37        |
| Chester City            | 2004–05             | League Two          | 8        | 4        | 0      | 0      | 0          | 0          | 0    | 0    | 8         | 4         |
| Chester City            | 2005–06             | League Two          | 32       | 10       | 2      | 3      | 0          | 0          | 0    | 0    | 34        | 13        |
| Chester City            | Tổng cộng           | Tổng cộng           | 40       | 14       | 2      | 3      | 0          | 0          | 0    | 0    | 42        | 17        |
| Crewe Alexandra         | 2006–07             | League One          | 37       | 8        | 0      | 0      | 2          | 1          | 5    | 3    | 44        | 12        |
| Crewe Alexandra         | 2007–08             | League One          | 27       | 4        | 2      | 0      | 0          | 0          | 1    | 1    | 30        | 5         |
| Crewe Alexandra         | Tổng cộng           | Tổng cộng           | 64       | 12       | 2      | 0      | 2          | 1          | 6    | 4    | 74        | 17        |
| Stockport County (mượn) | 2007–08             | League Two          | 4        | 0        | 0      | 0      | 0          | 0          | 0    | 0    | 4         | 0         |
| Chester City            | 2008–09             | League Two          | 45       | 16       | 1      | 0      | 1          | 2          | 1    | 0    | 48        | 18        |
| Bury                    | 2009–10             | League Two          | 39       | 18       | 1      | 0      | 1          | 0          | 2    | 0    | 43        | 18        |
| Bury                    | 2010–11             | League Two          | 46       | 27       | 2      | 1      | 1          | 0          | 1    | 0    | 50        | 28        |
| Bury                    | 2011–12             | League One          | 5        | 4        | 0      | 0      | 2          | 3          | 0    | 0    | 7         | 7         |
| Bury                    | Tổng cộng           | Tổng cộng           | 90       | 49       | 3      | 1      | 4          | 3          | 3    | 0    | 100       | 53        |
| Sheffield Wednesday     | 2011–12             | League One          | 26       | 8        | 4      | 1      | 0          | 0          | 0    | 0    | 30        | 9         |
| Milton Keynes Dons      | 2012–13             | League One          | 42       | 11       | 6      | 1      | 3          | 0          | 0    | 0    | 51        | 12        |
| Tranmere Rovers         | 2013–14             | League One          | 45       | 19       | 2      | 1      | 2          | 0          | 1    | 0    | 50        | 20        |
| Bury                    | 2014–15             | League Two          | 34       | 9        | 2      | 0      | 1          | 1          | 1    | 1    | 38        | 11        |
| Bury                    | 2015–16             | League One          | 19       | 6        | 3      | 0      | 0          | 0          | 0    | 0    | 22        | 6         |
| Bury                    | Tổng cộng           | Tổng cộng           | 53       | 15       | 5      | 0      | 1          | 1          | 1    | 1    | 60        | 17        |
| Crewe Alexandra (mượn)  | 2015–16             | League One          | 6        | 2        | 0      | 0      | 0          | 0          | 0    | 0    | 6         | 2         |
| Crewe Alexandra         | 2016–17             | League Two          | 22       | 5        | 2      | 0      | 2          | 2          | 2    | 1    | 28        | 8         |
| Bury                    | 2016–17             | League One          | 12       | 2        | 0      | 0      | 0          | 0          | 0    | 0    | 12        | 2         |
| Bury                    | 2017–18             | League One          | 6        | 0        | 0      | 0      | 2          | 0          | 0    | 0    | 8         | 0         |
| Bury                    | Tổng cộng           | Tổng cộng           | 18       | 2        | 0      | 0      | 2          | 0          | 0    | 0    | 20        | 2         |
| Tổng cộng sự nghiệp     | Tổng cộng sự nghiệp | Tổng cộng sự nghiệp | 627      | 185      | 33     | 7      | 19         | 9          | 25   | 11   | 704       | 214       |

1. ↑  Ra sân tại Football League Trophy.

## Thống kê sự nghiệp huấn luyện viên
Tính đến 9 tháng 3 năm 2024
| Bury (tạm quyền)  | 30 tháng 10 năm 2017 | 22 tháng 11 năm 2017 | 6   | 2   | 2  | 2   | 033,33 |
| Bury              | 15 tháng 1 năm 2018  | 5 tháng 6 năm 2019   | 75  | 32  | 21 | 22  | 042,67 |
| Plymouth Argyle   | 5 tháng 6 năm 2019   | 7 tháng 12 năm 2021  | 128 | 55  | 29 | 44  | 042,97 |
| Preston North End | 7 tháng 12 năm 2021  | nay                  | 114 | 44  | 30 | 40  | 038,60 |
| Tổng cộng         | Tổng cộng            | Tổng cộng            | 322 | 133 | 82 | 107 | 041,30 |

## Danh hiệu

### Cầu thủ
Sheffield Wednesday
- Á quân EFL League One: 2011–12

Bury
- Á quân EFL League Two: 2010–11; thăng hạng: 2014–15

Shrewsbury Town
- Play-off Conference National: 2004

Cá nhân
- PFA Team of the Year: 2010–11[64]
- PFA League Two Fans' Player of the Year: 2010–11
- Chester City Player of the Season: 2008–09
- EFL League One Player of the Month: Tháng 8 năm 2011, tháng 11 năm 2013
- EFL League Two Player of the Month: Tháng 1 năm 2010, tháng 9 năm 2010, tháng 2 năm 2011, tháng 4 năm 2011

### Huấn luyện viên
Bury
- Thăng hạng EFL League Two: 2018–19

Plymouth Argyle
- Thăng hạng EFL League Two: 2019–20

Cá nhân
- League One - Huấn luyện viên của tháng: Tháng 10 năm 2021
- League Two - Huấn luyện viên của tháng: Tháng 11 năm 2018, tháng 1 năm 2019, tháng 2 năm 2019 và tháng 1 năm 2020[65]